# Tchirozérine
Tchirozérine (auch: Tchighazérine, Tchirosérine, kurz: Tchiro) ist eine Stadtgemeinde und der Hauptort des gleichnamigen Departements Tchirozérine in Niger.

## Geographie

### Lage und Gliederung
Tchirozérine liegt am Übergang der Sahelzone zur Wüstenzone der Sahara. Die Nachbargemeinden sind Dabaga im Norden, Tabelot im Osten, Aderbissinat und Agadez im Süden sowie Ingall im Westen. Das Stadtgebiet ist in elf Stadtviertel und ein ländliches Gemeindegebiet mit 31 Dörfern, 36 Weilern, 91 Lagern und 3 Wasserstellen gegliedert. Die elf Stadtviertel sind Carré Nord, Carré Sud, Cité Sonichar, Dragage, Intamadet, Islamique, Kanna I, Kanna II, Malam Ramou, Tchiro Centre und Tchiro Ouest.
Tchirozérine hat Anteil an der Landschaft Irhazer. Durch das Gemeindegebiet verläuft das Trockental Tidène. Beim gleichnamigen Dorf Tidène befindet sich der geografische Mittelpunkt Nigers (⊙).

### Klima
In Tchirozérine herrscht trockenes Wüstenklima vor.
|                        | Jan  | Feb  | Mär  | Apr  | Mai  | Jun  | Jul  | Aug  | Sep  | Okt  | Nov  | Dez  |   |      |
| Mittl. Temperatur (°C) | 21,0 | 24,2 | 28,4 | 32,7 | 35,0 | 34,9 | 33,0 | 31,4 | 33,2 | 31,2 | 26,5 | 22,0 | ⌀ | 29,5 |
| Mittl. Tagesmax. (°C)  | 28,6 | 31,8 | 35,7 | 39,6 | 41,4 | 41,0 | 38,8 | 37,6 | 39,4 | 37,4 | 33,4 | 29,5 | ⌀ | 36,2 |
| Mittl. Tagesmin. (°C)  | 12,8 | 15,8 | 19,9 | 24,4 | 27,0 | 27,2 | 26,5 | 25,4 | 25,9 | 24,1 | 19,0 | 14,1 | ⌀ | 21,9 |
|                        |      |      |      |      |      |      |      |      |      |      |      |      |   |      |
| Niederschlag (mm)      | 0    | 0    | 0    | 0    | 2    | 5    | 24   | 40   | 7    | 0    | 0    | 0    | Σ | 78   |
|                        |      |      |      |      |      |      |      |      |      |      |      |      |   |      |
| Sonnenstunden (h/d)    | 10,1 | 10,4 | 10,8 | 11,3 | 11,6 | 11,8 | 11,7 | 11,2 | 11,0 | 10,6 | 10,2 | 10,0 | ⌀ | 10,9 |
|                        |      |      |      |      |      |      |      |      |      |      |      |      |   |      |
| Regentage (d)          | 0    | 0    | 0    | 0    | 1    | 1    | 4    | 7    | 2    | 0    | 0    | 0    | Σ | 15   |
|                        |      |      |      |      |      |      |      |      |      |      |      |      |   |      |
| Luftfeuchtigkeit (%)   | 15   | 12   | 9    | 8    | 11   | 17   | 30   | 41   | 21   | 15   | 15   | 16   | ⌀ | 17,6 |

| 12,8 |

| 15,8 |

| 19,9 |

| 24,4 |

| 27,0 |

| 27,2 |

| 26,5 |

| 25,4 |

| 25,9 |

| 24,1 |

| 19,0 |

| 14,1 |

| 12,8 |

| 15,8 |

| 19,9 |

| 24,4 |

| 27,0 |

| 27,2 |

| 26,5 |

| 25,4 |

| 25,9 |

| 24,1 |

| 19,0 |

| 14,1 |

| N i e d e r s c h l a g | 0   | 0   | 0   | 0   | 2   | 5   | 24  | 40  | 7   | 0   | 0   | 0   |
|                         | Jan | Feb | Mär | Apr | Mai | Jun | Jul | Aug | Sep | Okt | Nov | Dez |

## Geschichte

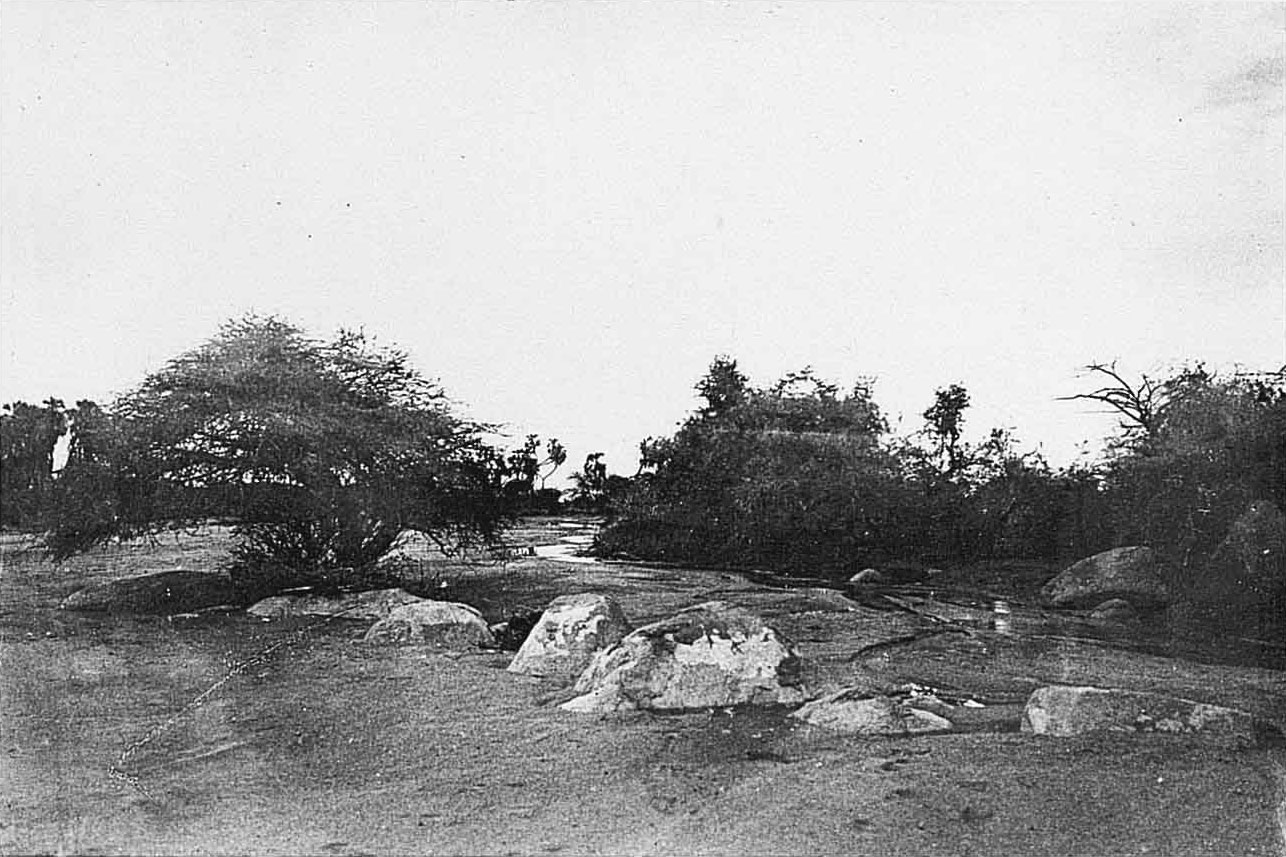
Trockental von Tchintaborak im späteren Gemeindegebiet von Tchirozérine im Winter (1909 oder früher)

Der Ortsname Tchirozérine bedeutet „die kleinen Flüsse“.
Die damalige französische Verwaltung richtete 1956 im zu Tchirozérine gehörenden Dorf Azel (auch: Azzel Ecole) eine Schule speziell für die nomadische Bevölkerung ein. Tchirozérine wurde 1983 zur Hauptstadt des neugeschaffenen Arrondissements Tchirozérine, des späteren Departements gleichen Namens. Im Jahr 2009 verursachten Überschwemmungen materielle Schäden, von denen über 20.000 Einwohner der Stadt unmittelbar betroffen waren. Von der Flutkatastrophe in West- und Zentralafrika 2010 wurde in Tchirozérine nur das Dorf Toumga II getroffen: Dort wurden 351 Dorfbewohner als Katastrophenopfer eingestuft.

## Bevölkerung
Bei der Volkszählung 2012 hatte die Stadtgemeinde 63.503 Einwohner, die in 11.530 Haushalten lebten. Bei der Volkszählung 2001 betrug die Einwohnerzahl 21.869 in 7.634 Haushalten.
Im Stadtgebiet ohne den ländlichen Siedlungen lebten bei der Volkszählung 2012 9.571 Einwohner in 1.550 Haushalten, bei der Volkszählung 2001 5.005 in 1.486 Haushalten und bei der Volkszählung 1988 5.521 in 1.095 Haushalten.
In ethnischer Hinsicht ist die Gemeinde ein Siedlungsgebiet von Tuareg und Fulbe. Vornehmlich gehören die Menschen zu den im Aïr-Gebirge vorherrschenden Kel Ewey-Tuareg.

## Politik und Justiz
Der Gemeinderat (conseil municipal) hat 18 Mitglieder. Mit den Kommunalwahlen 2020 sind die Sitze im Gemeinderat wie folgt verteilt: 10 PNDS-Tarayya, 4 MNSD-Nassara, 3 MPR-Jamhuriya und 1 PJP-Génération Doubara.
Jeweils ein traditioneller Ortsvorsteher (chef traditionnel) steht an der Spitze von 23 Dörfern in der Gemeinde.
Tchirozérine ist der Sitz eines Tribunal d’Instance, eines der landesweit 30 Zivilgerichte, die unterhalb der zehn Zivilgerichte der ersten Instanz (Tribunal de Grande Instance) stehen.

## Kultur und Sehenswürdigkeiten
Im Jahr 2010 fand erstmals im zu Tchirozérine gehörenden Dorf Agarouss das Aïr-Festival statt, das 2001 in Iférouane gegründet wurde. Mit der 1961 eingerichteten Pfarre St. Johannes der Täufer gibt es eine kleine römisch-katholische Gemeinde in der Stadt, die zum Bistum Maradi gehört. Im Gemeindegebiet befindet sich beim Brunnen von Kourboubou (Kerbubu) eine weitere römisch-katholische Pfarre, die bereits 1955 gegründet wurde.

## Wirtschaft und Infrastruktur

### Wirtschaft
In Tchirozérine wird in bescheidenem Maße Gartenwirtschaft betrieben. Aus Brunnen wird mittels Ochsen Wasser geschöpft, das über ein Kanalsystem in die bewirtschafteten Beete geführt wird. Das staatliche Versorgungszentrum für landwirtschaftliche Betriebsmittel und Materialien (CAIMA) unterhält Verkaufsstellen im Stadtzentrum, in den ländlichen Siedlungen Egandawel und Sakafat sowie im Tal Tamazalek.
Auf der Suche nach Uran wurde 1964 bei Tchirozérine die Kohlelagerstätte Anou Araren entdeckt. Seit 1980 werden hier im Tagebau jährlich rund 160.000 Tonnen Kohle abgebaut. In der Stadt befindet sich ein wichtiges, vom staatlichen Unternehmen Sonichar betriebenes Kohlekraftwerk, das die Stromversorgung der Uranminen von Arlit sowie der Städte Tchirozérine und Agadez sicherstellt.

### Gesundheit und Bildung
Im Stadtzentrum gibt es ein Distriktkrankenhaus. Gesundheitszentren des Typs Centre de Santé Intégré (CSI) sind im Stadtzentrum (CSI Tchiro Mission), in den ländlichen Siedlungen Attri, Azzel Ecole, Egandawel, Sakafat, Tidène, Tindawan und Tourayyat sowie im Tal Tamazalek vorhanden.
Allgemein bildende Schulen der Sekundarstufe sind der CEG FA Tchirozérine als Collège d’Enseignement Général Franco-Arabe (CEG FA) mit Fokus auf die arabische zusätzlich zur französischen Sprache und der CES Tchirozérine als Collège d’Enseignement Secondaire (CES). Der Collège d’Enseignement Technique de Tchirozérine (CET Tchirozérine) ist eine technische Fachschule. Das Berufsausbildungszentrum Centre de Formation aux Métiers de Tchiro (CFM Tchiro) bietet Lehrgänge in Land-, Forst- und Weidewirtschaft, Metallbau, Elektrik, Tischlerei, Automechanik und Schneiderei an. Die römisch-katholische Mission in Tchirozérine unterhält eine Grundschule, die von vielen später in verantwortungsvollen Positionen tätigen Angehörigen der Volksgruppe der Tuareg besucht wurde.

### Verkehr
Durch das Gemeindegebiet verlaufen die 980,9 Kilometer lange Nationalstraße 11 zwischen der Staatsgrenze zu Algerien und der Staatsgrenze zu Nigeria, die 1207 Kilometer lange Nationalstraße 21 zwischen Agadez und Toummou, die 156,2 Kilometer lange Nationalstraße 26 zwischen Agadez und Mararaba sowie die 295 Kilometer lange Landstraße RR1-002 zwischen Agadez und Iférouane. Das urbane Zentrum von Tchirozérine ist mittels der 12,8 Kilometer langen Route 111 mit der Nationalstraße 11 und mittels der 15 Kilometer langen Landstraße RR1-003 mit dem Dorf Tafadek verbunden.

## Partnergemeinde
- Lannion in Frankreich[24]

## Persönlichkeiten

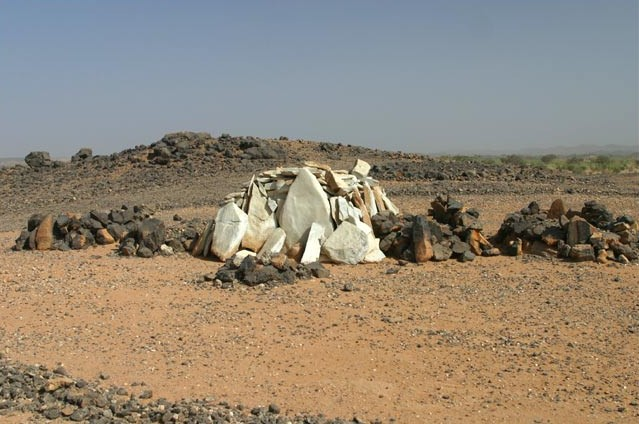
Grab von Mano Dayak in Tchirozérine

- Rhissa Ag Boula (* 1957), paramilitärischer Anführer und Politiker
- Bombino (* 1980), Gitarrist und Sänger
- Mano Dayak (um 1950–1995), politischer Aktivist, Unternehmer und Schriftsteller
- Ahmed Mohamed (* 1955), Offizier und Politiker
- Malick Sadelher (* 1965), Beamter und Politiker